# 大森検校城誉
大森検校城誉（おおもりけんこうじょうよ、本名：梶野久太郎）は、備中国賀陽郡阿部村（現・岡山県総社市福井）出身の政治家、音楽家。

## 概要
管弦の道に秀で音律に優れており、京都の四条通東洞院・因幡薬師（現在の因幡堂平等寺）に住み、遂に検校に列せられ大森検校城誉と名乗るようになる。1643年（寛永20年）正月には、備中国総社宮に金10両・神田一反六畝・金灯籠一対を寄付したとされる。
1849年（嘉永2年）に、子孫の梶野九左衛門宜高が破損していた金灯籠を修理し、先祖の遺徳を称えて絵馬を備中総社宮に奉納している。その事を備中国総社宮の大宮司である池上義知が記したものの写し（大森検校城誉事績写）が現存していて、また絵馬も総社宮内に現存している。なお、この修理した金灯籠は残存していない。
また因幡堂平等寺は幕末の禁門の変1864年で火災に遭ったため、大森検校城誉の史料や文献等は残っていない。